# Vasile Cosarek
Vasile Cosarek (n. 9 noiembrie 1951, Ploiești), este un fost fotbalist din România. A jucat, printre altele, la Petrolul Ploiești.

## Biografie
Vasile Cosarek s-a născut la 9 noiembrie 1951 în orașul Ploiești. El a început fotbalul la Petrolul Ploiești, pentru care a jucat 6 sezoane, transferându-se apoi la Metalul Plopeni. De la Plopeni, a plecat la Universitatea Cluj unde a evoluat pentru 2 sezoane. Revine la Petrolul Ploiești, iar cariera o încheie la Steaua Mizil. A mai jucat și pentru Poiana Cîmpina. Debutează ca fotbalist în Divizia A, la 13 decembrie 1970, în meciul Petrolul Ploiești - FC Argeș 2-0.

## Statistici ale carierei
Sursa:
| Sezoane | Club               | Țara    | Meciuri | Goluri |
| ------- | ------------------ | ------- | ------- | ------ |
| 1970/75 | Petrolul Ploiești  | România | 99      | 195    |
| 1975/76 | Metalul Plopeni    | România | 45      | 87     |
| 1975/77 | Universitatea Cluj | România | N/A     | N/A    |
| 1977/78 | Petrolul Ploiești  | România | N/A     | N/A    |
| 1978/79 | Poiana Cîmpina     | România | N/A     | N/A    |
| 1980/83 | Petrolul Ploiești  | România | N/A     | N/A    |
| 1985/88 | Steaua Mizil       | România | N/A     | N/A    |